# ۱۱۵۴ (خورشیدی)
۱۱۵۴ هزار و صد و پنجاه و چهارمین سال هجری خورشیدی است.